# 37588 Lynnecox
37588 Lynnecox este un asteroid din centura principală de asteroizi.

## Descriere
37588 Lynnecox este un asteroid din centura principală de asteroizi. A fost descoperit pe 15 aprilie 1991 la Observatorul Palomar de Carolyn S. Shoemaker și David H. Levy. Asteroidul prezintă o orbită caracterizată de o semiaxă mare de 2,43 ua, o excentricitate de 0,26 și o înclinație de 22,5° în raport cu ecliptica.